# Contarinia pravdini
Contarinia pravdini är en tvåvingeart som beskrevs av Becknazharova och Mamaeva 1981. Contarinia pravdini ingår i släktet Contarinia och familjen gallmyggor. Inga underarter finns listade i Catalogue of Life.